# 邱瓈寬
邱瓈寬（1963年7月25日—），台灣經紀人、作詞、製片及導演，人稱「寬姐」，以豪爽直率風格著稱，是演藝圈的「喬事天后」，也被戲稱「演藝圈第一女流氓」。邱瓈寬曾在王菲〈空城〉、〈推翻〉，那英〈你從未離開〉等作品協助作詞。現任台北市政府市政顧問。

## 生平
18岁高中毕业后，邱瓈宽成為餐厅秀“代唱”，帮幕前假唱的明星唱歌，後來喉咙长茧，需要动小手术，她因与代唱的电影明星关系不错，沒有選擇開刀，而是转做该明星的助理，去到拍戏片场，後進入导演张美君剧组，由做场记開始進入電影圈。
张美君导演患肝癌後，邱瓈宽前后筹出40万元台币借其治病，和张美君同屬湯臣影業的朱延平導演讚賞邱瓈宽的義氣，在张美君去世後，將邱瓈宽帶進自己剧组。邱瓈宽開始跟隨朱延平拍电影，从场记、剧务做起，一直当到制片。
電影業不景氣後，邱瓈宽赴港发展，和好友陈家瑛成立經紀公司K's Production，簽下王菲。1997年，邱瓈寬成立弘捷電路投資的銀魚音樂，後簽下那英。2017年起，她擔任寬魚國際股份有限公司（前身為弘捷電路）行銷長，2018年起當選擔任董事。
2005年，邱瓈宽从香港返回台湾，重新拾起电影事业，创办宽银幕电影工作室，开始参与电影投资。2006年，在郭富城、楊采妮主演的《父子》擔任製片。2011年，在台灣電影《新天生一對》中再度担任制片。2013年，邱瓈寬導演了首部電影，由豬哥亮、郭采潔、楊祐寧主演的《大尾鱸鰻》。此後，密集的電視邀約讓她曝光量大增，百無禁忌的談話風格亦大受歡迎。
演藝事業之外，邱瓈寬長期支持「關愛之家」及「小可樂果」等兒福團體，不僅每周探訪，還擔任由腦性麻痺、自閉症、小胖威力症、學習障礙青少年，組成的「小可樂果」劇團的榮譽團長。

## 作品

### 作詞
| 演出者           | 名稱                 |
| ---------------- | -------------------- |
| 王菲             | 〈推翻〉             |
| 王菲             | 〈空城〉             |
| 王菲             | 〈夜妝〉             |
| 王菲             | 〈醒不來〉           |
| 王菲             | 〈有時愛情徒有虛名〉 |
| 那英             | 〈爭分奪秒〉         |
| 那英             | 〈哭過以後〉         |
| 那英             | 〈反省〉             |
| 那英             | 〈你從未離開〉       |
| 陳慧琳           | 〈兩個世界〉         |
| 伍佰＆China Blue | 〈愛情未亡人〉       |
| 楊乃文           | 〈我離開我自己〉     |
| 张惠妹           | 〈离别总是那么突然〉 |

### 電影
- 製片：

《天下一大樂》1988年
《丑探七個半》1988年
《報告典獄長》1988年（與楊智明、沙韋佑聯合製片）
《新天生一對》2011年
《瑪德2號》2013年
《大宅們》2014年
- 監製：

《父子》2006年
《我的第一任》2019年
《速命道》2023年
- 導演：

《大尾鱸鰻》2013年
《大尾鱸鰻2》2016年 ，並配音秋梨髖一角（由吳敏飾演）。

## 外部連結
- 邱瓈寬的新浪微博
- 邱瓈寬的Facebook專頁
- 邱瓈寬個人粉絲團的Facebook專頁
- 邱瓈寬在香港影庫上的簡介
- 邱瓈寬在豆瓣上的资料（简体中文）
- 邱瓈寬在时光网上的簡介（简体中文）
- 邱瓈寬在互联网电影资料库（IMDb）上的資料（英文）